# Gallur
Gallur es un municipio español dentro de la Ribera Alta del Ebro, provincia de Zaragoza, Aragón. Tiene una población de 2566 habitantes (INE 2020).

## Geografía
Integrado en la comarca de Ribera Alta del Ebro, se encuentra a 48 kilómetros de la capital aragonesa. Por el término municipal pasan la Autopista Vasco-Aragonesa (AP-68) y por la Autovía del Ebro (A-68), además de la carretera nacional N-122 (pK 50), la carretera autonómica A-127 (Gallur - Sos del Rey Católico) y una carretera local que conecta con Boquiñeni y Luceni. 
El término municipal de Gallur se ubica en la Depresión del Ebro. El río discurre a lo largo del valle del Ebro en una posición claramente asimétrica debida a la existencia de un relieve más enérgico en la margen izquierda que en la derecha. La topografía es planar, con escasos relieves, como el mismo en el que se asienta el núcleo urbano de Gallur. La villa está emplazada entre el Ebro y el canal Imperial de Aragón a 254 metros sobre el nivel del mar, en la ribera derecha del Ebro, frente a la desembocadura del río Arba. La altitud varía entre los 331 metros al sur (monte Basurero) y los 225 metros a orillas del Ebro. 
Limita con los términos municipales de Novillas, Tauste, Pradilla de Ebro, Mallén, Boquiñeni y Magallón.
El clima de Gallur es más bien seco, siendo su precipitación anual de 350 mm. La temperatura media anual es de 14 °C, si bien se dan amplias  oscilaciones térmicas. Los inviernos fríos registran medias de 4 °C. Es en esa estación cuando la zona es afectada por frecuentes y densas nieblas. Por contraste, los veranos son muy calurosos, alcanzándose los 26 °C de media. El mes más lluvioso es mayo con un promedio de 36 mm y el más seco es agosto con un promedio de 15 mm.

## Toponimia
Gallur tuvo en época romana diversos asentamientos humanos en sus cercanías. Dichos asentamientos eran conocidos como pagus, proviniendo el topónimo Gallur de Pagus Gallorum, el asentamiento de los galos, por ser sus habitantes originarios de la Galia.

## Historia
En el yacimiento de «El Cabezuelo» se han encontrado los restos de una villa rústica, formada por varias edificaciones, una de las cuales quizá fuera un templo. Construida junto a la calzada romana del Ebro, su vida transcurrió entre el cambio de era y el siglo IV d. C., no existiendo indicios de destrucción ni de abandono. En Gallur se batieron, en defensa de la fe cristiana, los mártires San Baco y San Jaceto, que murieron durante la persecución de Diocleciano.
Durante la dominación musulmana, se edificó un castillo en Gallur, emplazado en la zona donde actualmente se alza la iglesia parroquial. Con el tiempo fue atrayendo a su alrededor pequeños grupos de trabajadores que vivían en sus cercanías, lo que significativamente incrementó la población de la villa.
Gallur fue reconquistada en 1119 por Alfonso I el Batallador, siendo repoblada con mozárabes de Zaragoza y Andalucía. La primera cita de Gallur en la documentación cristiana data de septiembre de 1125, cuando Alfonso I concedió diversas tierras en Gallur y en otros lugares a su merino Banzo Fortuñón, aludiéndose también al castillo que hubo en la localidad. En 1147 se libró una importante batalla en su término entre el rey García Ramírez el Restaurador, de Navarra, y Ramón Berenguer IV.

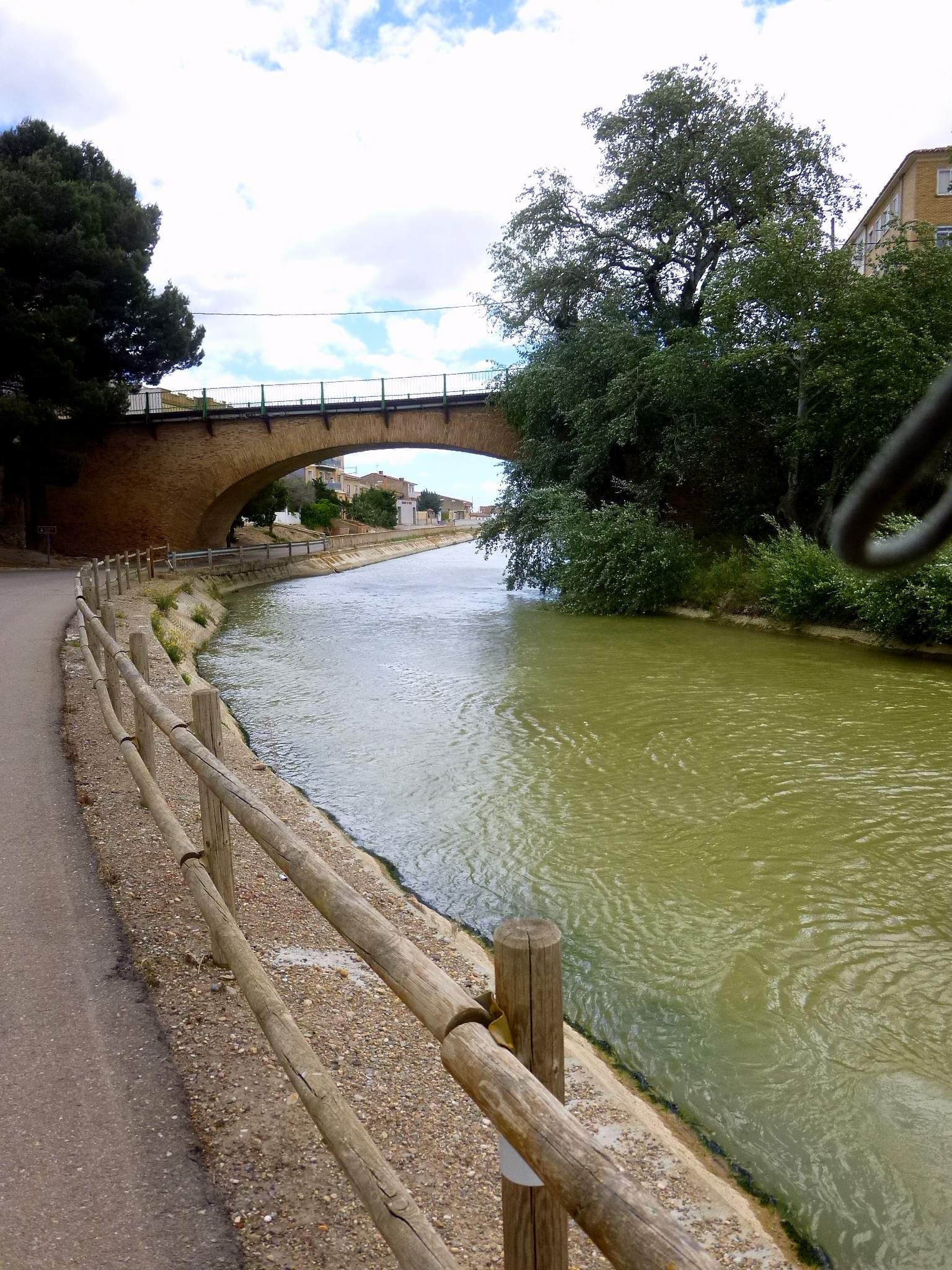
El Canal Imperial de Aragón a su paso por Gallur

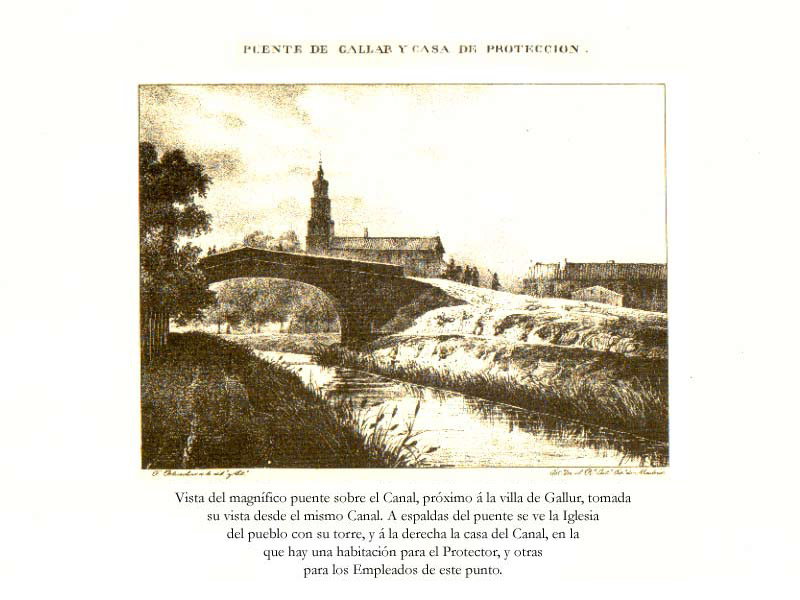
Puente sobre el canal Imperial en Gallur (1833).

La estratégica situación de Gallur en la frontera entre los reinos de Aragón y Navarra, facilitó que los reyes aragoneses utilizaran la villa para cubrir sus necesidades económicas. Esto ocurrió en el año 1209 , durante la reunión mantenida por los reyes Pedro II de Aragón y Sancho VII de Navarra el Fuerte, cuando el monarca aragonés solicitó al navarro un préstamo para poder hacer frente a sus problemas financieros, ofreciendo en prenda, entre otros lugares, el castillo y villa de Gallur. Ésta no retornó al Reino de Aragón hasta 1234. Posteriormente los templarios tuvieron intereses en esta villa y, al extinguirse la Orden, fue entregada a la Orden de Malta, quedando encuadrada dentro de la Encomienda de Mallén.
Desde el siglo XIII está constatada la existencia de un puente sobre el Ebro, aunque parece que fue reemplazado primero por un paso de barca y luego por un puente de barcas, hasta que en 1902 se construyó el puente de hierro que perdura todavía hoy.
En el siglo XVI empezaron las obras de la acequia Imperial, después llamado canal Imperial de Aragón, que convirtió a Gallur en un importante centro de transporte de mercancías y pasajeros entre Zaragoza y Tudela.
En 1785 Gallur adquirió la categoría de Villa.
Pascual Madoz, en su Diccionario geográfico-estadístico-histórico de España de 1845, describe a Gallur en los términos siguientes: 

Tiene 168  
casas de mediana fábrica, las que se distribuyen en calles irregulares y bastante sucias, y una plaza de figura cuadrilonga; la casa del ayuntamiento se  arruinó en  la última  guerra.

Madoz señala que, en esa época, el principal cultivo en Gallur era el trigo, pero también se cultivaba cebada, maíz, vino y aceite. La localidad contaba con cinco tiendas de comestibles.
En 1899 se creó una empresa azucarera, que hizo de Gallur el más importante centro de transformación de la remolacha producida en la zona. Además de la citada industria, a lo largo del siglo XX se establecieron fábricas de aceite, harineras y papeleras. Fue también un importante nudo ferroviario, cabecera del ferrocarril de Sádaba a Gallur, que conectaba las Cinco Villas, desde el municipio de Sádaba, con el valle del Ebro. Asimismo, fue la sede de la primera Escuela Militar de pilotos de caza de la aviación española.
En julio de 1932 fue nombrada alcaldesa María Domínguez, que se convertiría así en la segunda mujer en asumir este cargo en España. Fue alcaldesa hasta febrero de 1933. En 1936 fue fusilada por los sublevados contra la República en la vecina población de Fuendejalón.

## Demografía
Gallur cuenta con una población de 2603 habitantes (INE 2024).
| Gráfica de evolución demográfica de Gallur entre 1842 y 2021                                                        |
| |
| Población de derecho según los censos de población del INE Población de hecho según los censos de población del INE |

El censo de España de 1857, que inauguraba la serie estadística, registra una población de 1825 habitantes para la localidad.
Gallur alcanzó su techo demográfico, 4213 habitantes, en 1960. Pero en 2020 su población había disminuido a 2566 habitantes, inferior a la que tenía a principios del siglo XX.

## Administración y política

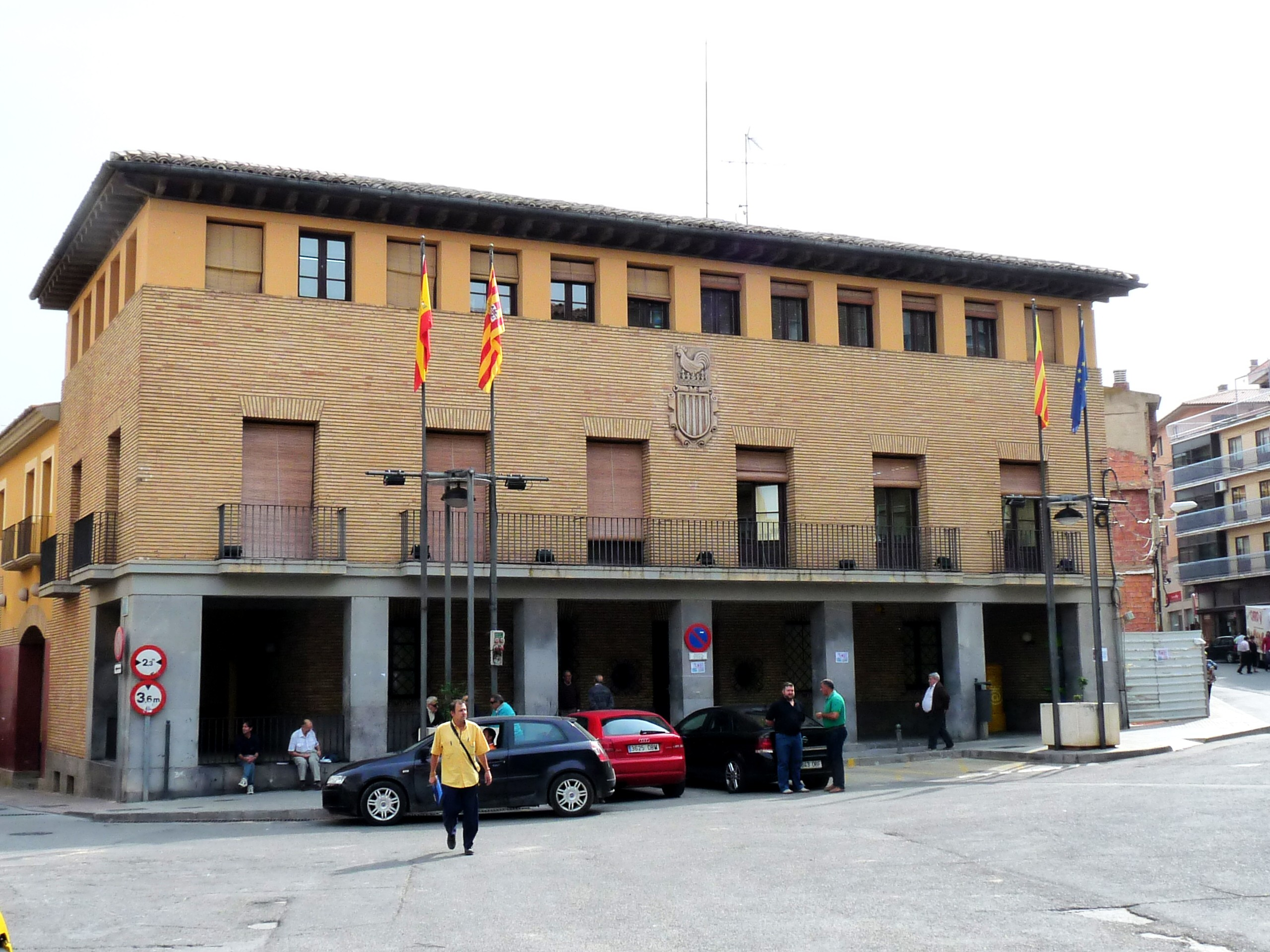
Ayuntamiento de Gallur

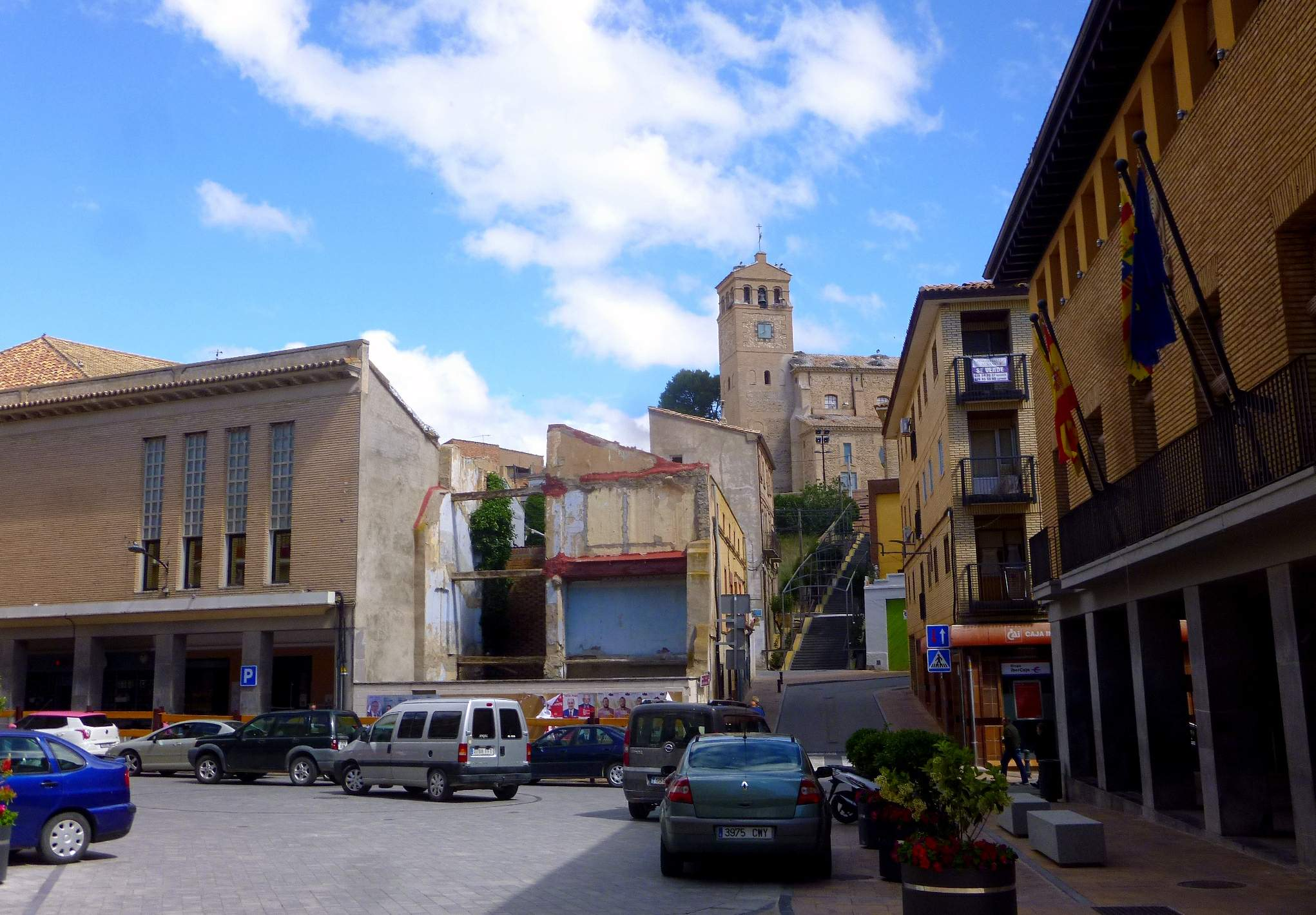
Plaza de España, con el Ayuntamiento a la derecha

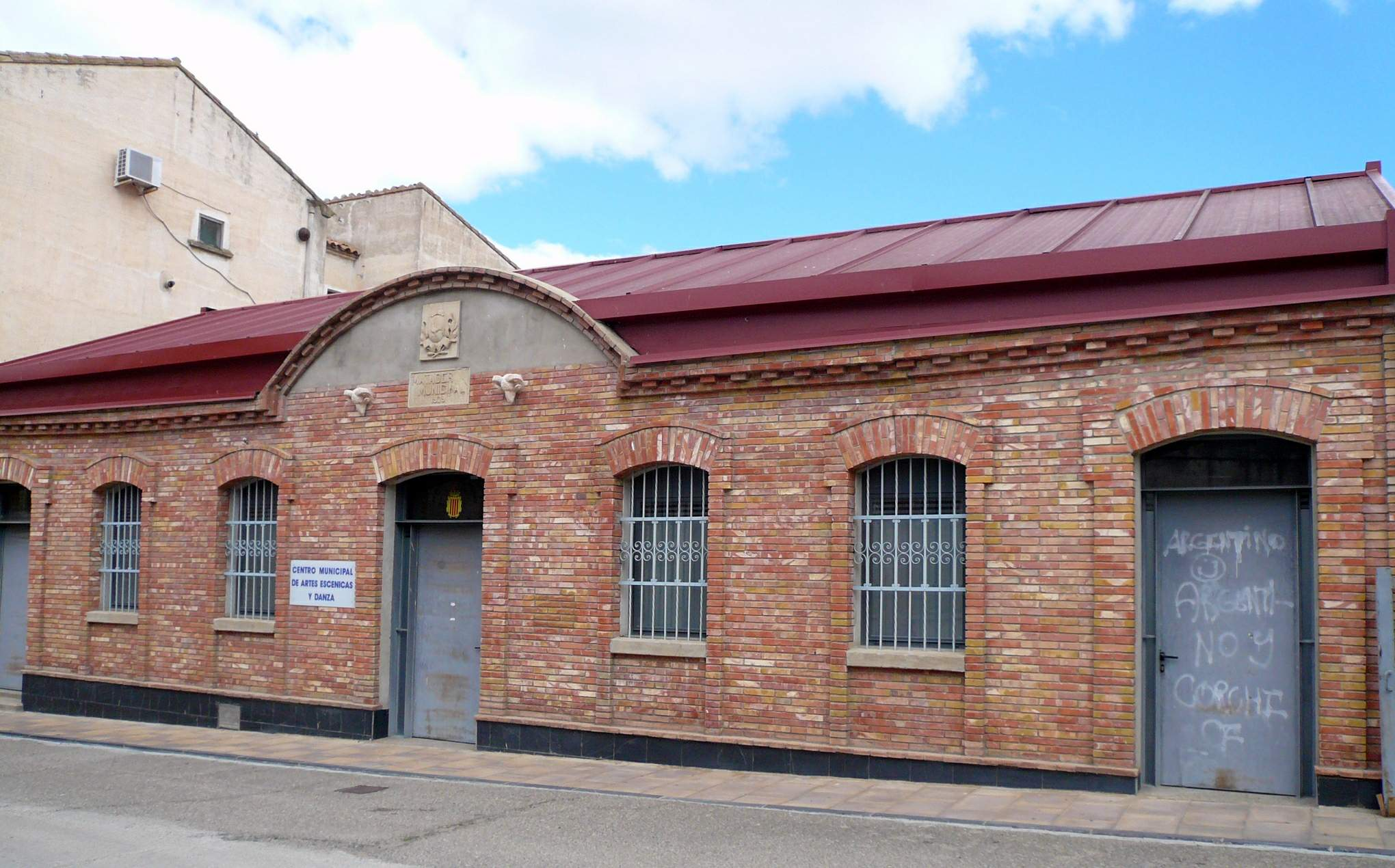
Centro Municipal de Artes Escénicas y Danza (antiguo Matadero)

| Período   | Alcalde                      | Partido     |  |
| --------- | ---------------------------- | ----------- |  |
| 1979-1983 | José Luis Adiego Navarro     | Ind.        |  |
| 1983-1987 | José Luis Zalaya Jaime       | PSOE-Aragón |  |
| 1987-1991 | José Luis Zalaya Jaime       | PSOE-Aragón |  |
| 1991-1995 | José Luis Zalaya Jaime       | PSOE-Aragón |  |
| 1995-1999 | José Luis Zalaya Jaime       | PSOE-Aragón |  |
| 1999-2003 | José Luis Zalaya Jaime       | PSOE-Aragón |  |
| 2003-2007 | Antonio Luciano Liz Gaspar   | CHA         |  |
| 2007-2011 | Antonio Luciano Liz Gaspar   | CHA         |  |
| 2011-2015 | Antonio Luciano Liz Gaspar   | CHA         |  |
| 2015-2019 | Yolanda Salvatierra Pérez    | PSOE-Aragón |  |
| 2019-2022 | Yolanda Salvatierra Pérez    | PSOE-Aragón |  |
| 2023-2027 | María Pilar Capdevila Manero | PSOE-Aragón |  |

| Partido político    | Partido político                                    | 1979   | 1983   | 1987   | 1991   | 1995   | 1999   | 2003   | 2007   | 2011   | 2015   | 2019   | 2023   |
| Partido político    | Partido político                                    | Ediles | Ediles | Ediles | Ediles | Ediles | Ediles | Ediles | Ediles | Ediles | Ediles | Ediles | Ediles |
|                     | Agrupación de electores                             | 5      | —      | —      | —      | —      | —      | —      | —      | —      | —      | —      | —      |
|                     | Independientes                                      | 2      | —      | —      | —      | 1      | —      | —      | —      | —      | —      | —      | —      |
|                     | Unión de Centro Democrático (UCD)                   | 2      | —      | —      | —      | —      | —      | —      | —      | —      | —      | —      | —      |
|                     | Partido de los Socialistas de Aragón (PSOE-Aragón)  | 2      | 6      | 8      | 7      | 6      | 6      | 4      | 3      | 3      | 4      | 8      | 6      |
|                     | Alianza Popular (AP)-Partido Popular de Aragón (PP) | —      | 4      | 3      | 2      | 3      | 2      | 2      | 1      | 4      | 4      | 2      | 5      |
|                     | Partido Aragonés (PAR)                              | —      | 1      | —      | 2      | 1      | 1      | 0      | 0      | 0      | 0      | —      | —      |
|                     | Chunta Aragonesista (CHA)                           | —      | —      | —      | —      | 0      | 2      | 5      | 7      | 4      | 3      | 1      | —      |
|                     | Izquierda Unida (IU)                                | —      | —      | —      | —      | 0      | 0      | —      | —      | —      | —      | —      | —      |
|                     | Ciudadanos (CS)                                     | —      | —      | —      | —      | —      | —      | —      | —      | —      | —      | 0      | —      |
| Total de concejales | Total de concejales                                 | 11     | 11     | 11     | 11     | 11     | 11     | 11     | 11     | 11     | 11     | 11     | 11     |

## Patrimonio

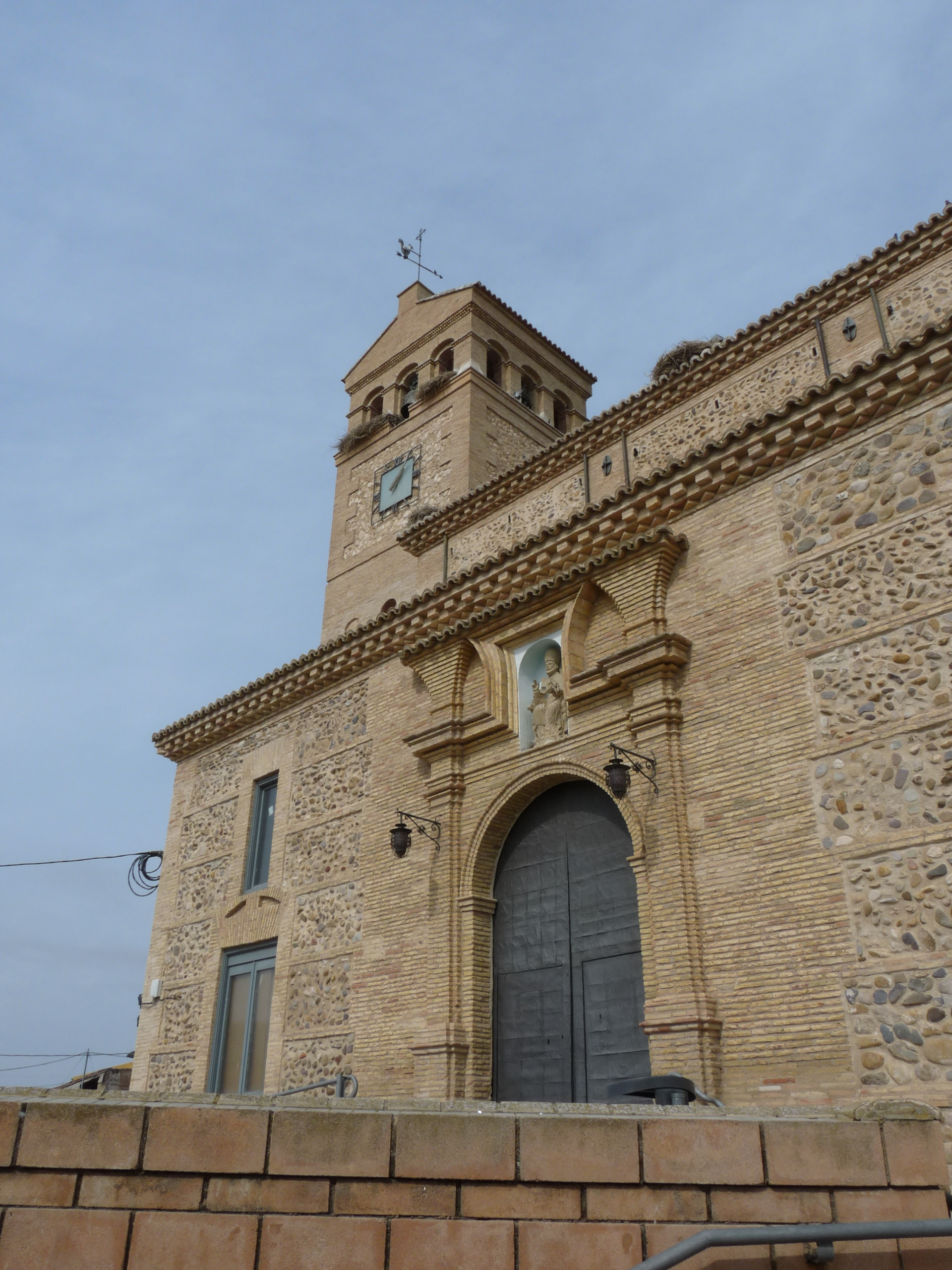
Portada de la iglesia de San Pedro.

### Patrimonio religioso
La iglesia parroquial de San Pedro es un templo neoclásico cuya construcción se llevó a cabo entre 1750 y 1773. Su torre es de planta cuadrada y su primer cuerpo pertenece a la torre del desaparecido castillo. En la parte oriental, al exterior, se pueden apreciar las partes de la antigua iglesia barroca del siglo XVII. Consta de una sola nave dividida en cuatro tramos con bóveda de lunetos y capillas entre los contrafuertes; desde dentro da la sensación de poseer tres naves. Son interesantes las obras de arte mueble de su interior, entre las que cabe señalar el órgano del coro, el retablo de la Sagrada Familia, la capilla de la Virgen de los Dolores con las grandes pinturas murales y la talla de San Pedro, en el altar mayor. Destaca también la talla del Cristo yacente una bella imagen del siglo XVIII, el cuadro de la Virgen del Carmen del siglo XVI y la carpintería de las puertas de ingreso al Templo.
Otro edificio religioso es la iglesia que contiene la Capilla del Beato Agno. Edificada en 1956, se compone de una sola nave y alberga en su interior una talla de la Virgen del Rosario del siglo XVII.

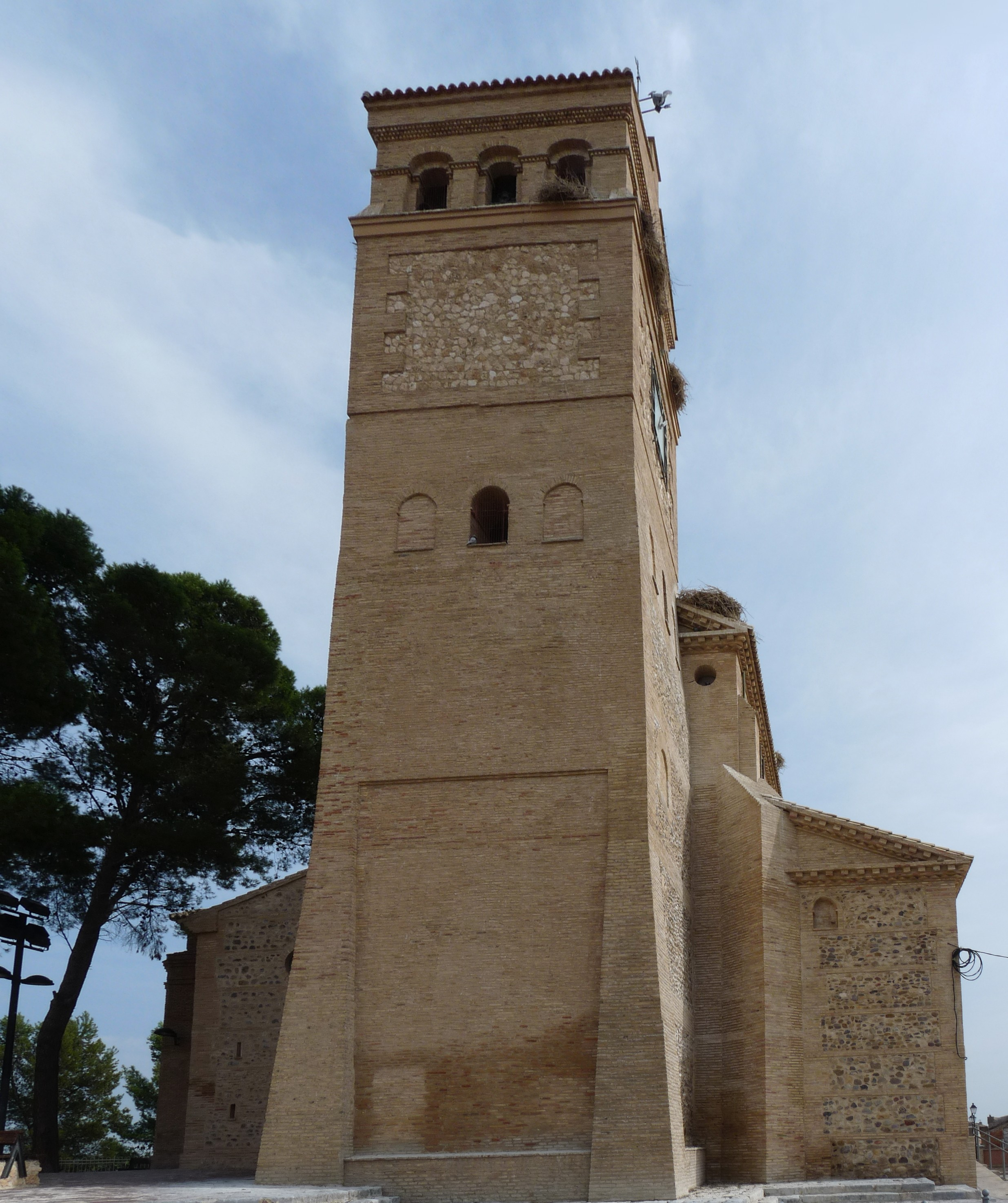
Torre de la iglesia de San Pedro, construida en 1944 y remodelada en 1993

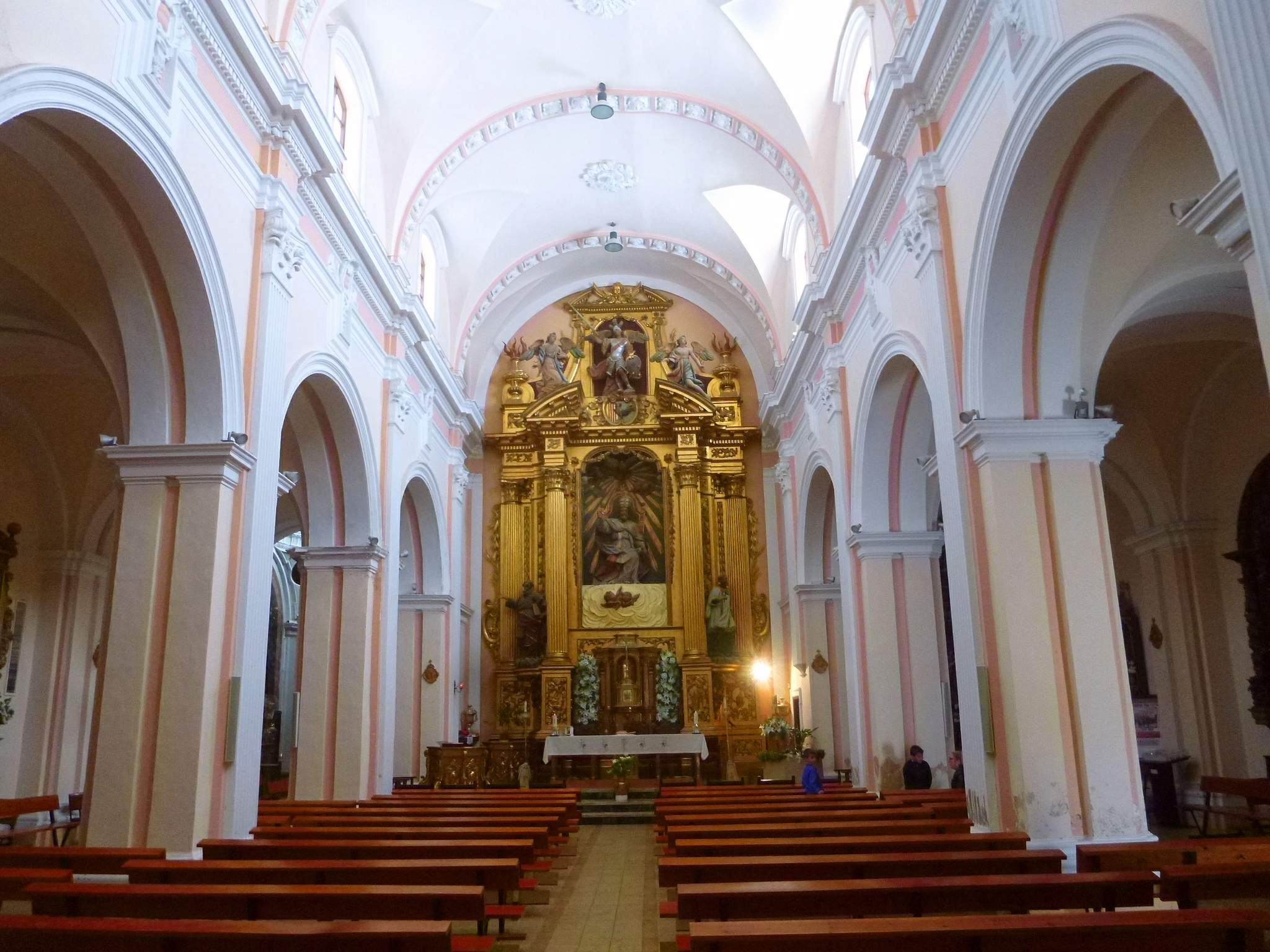
Interior de la Iglesia de San Pedro

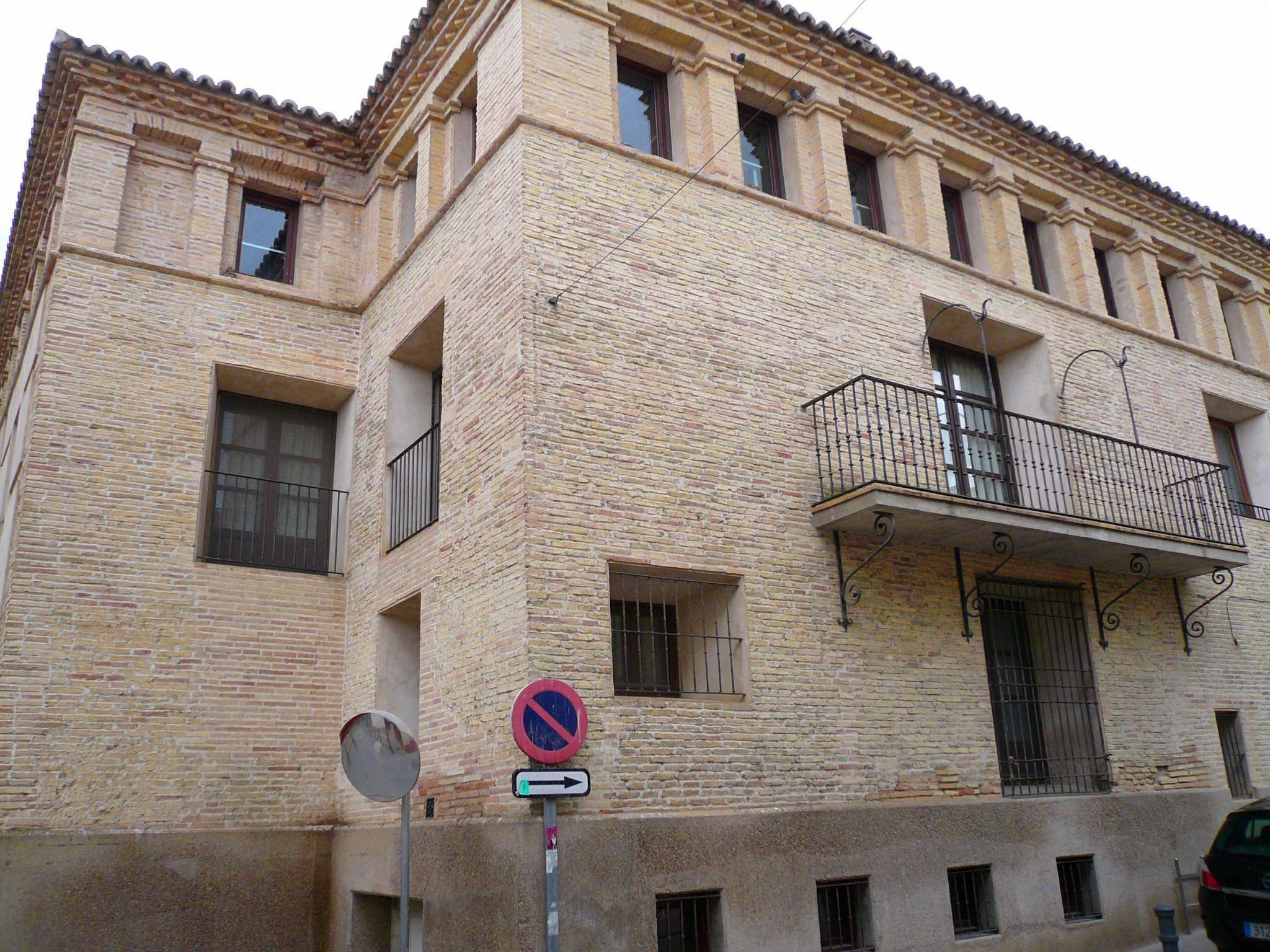
Casa del General Ortega

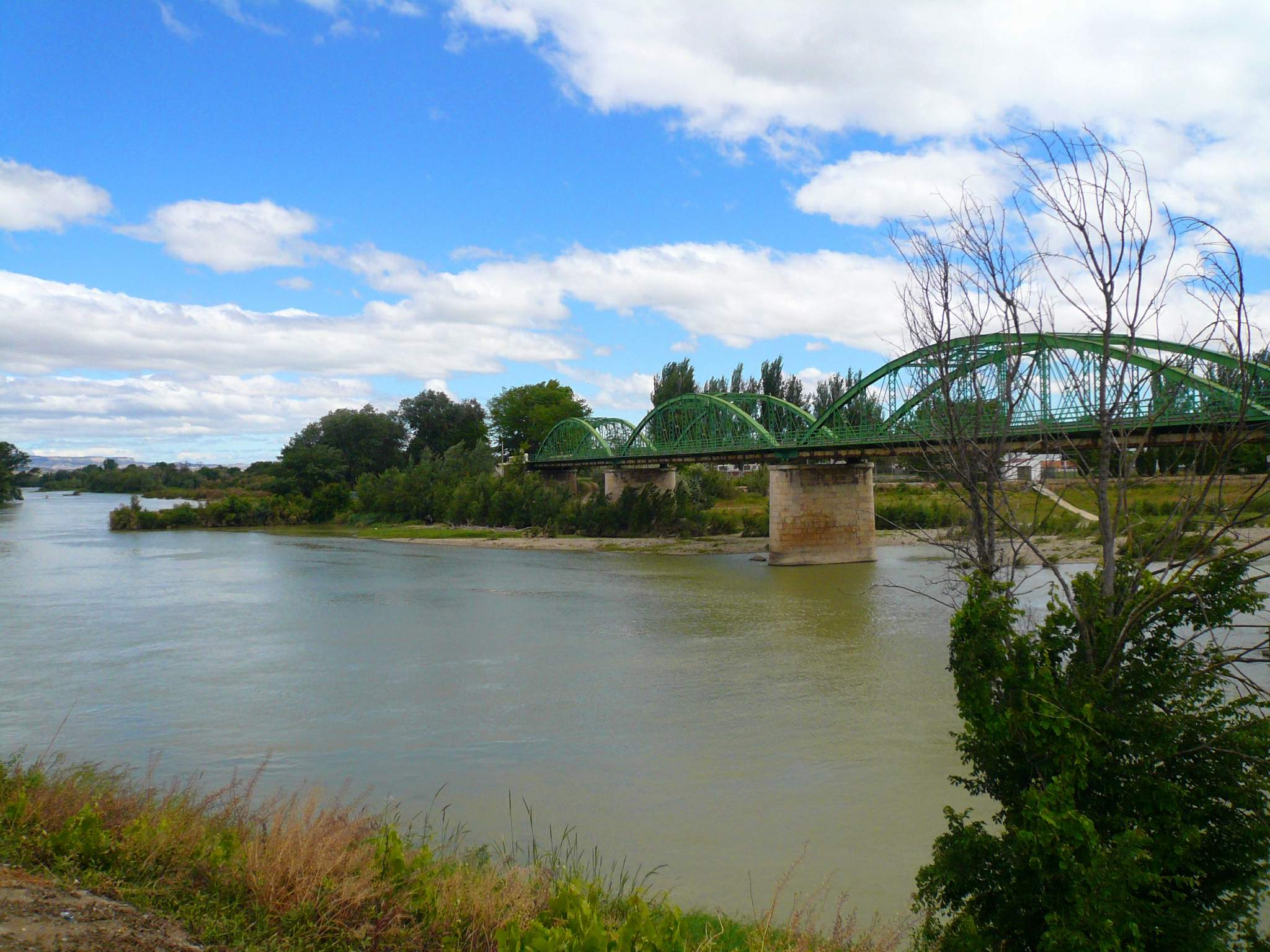
Puente de San Antonio sobre el río Ebro

### Patrimonio civil
El Ayuntamiento es un edificio modernista (1938) de claras reminiscencias aragonesas con un porche adintelado en su parte inferior. Por su parte, el albergue Municipal es un edificio con más de 150 años de historia, ya que en el pasado fue la antigua estación del ferrocarril de las Cinco Villas. Hoy es un albergue para peregrinos del Camino Jacobeo del Ebro y del Camino de Santiago de Soria, que pasa por la localidad.
Otra construcción de interés es la Casa del General Ortega, robusto edificio renacentista del siglo XVII. Su fachada, encima del arco de la puerta principal, ostenta el escudo familiar. Otra construcción modernista del siglo XIX es la casa de Hipólito de Val, con el escudo familiar en la fachada. Mucho más moderna es la Casa Zaldívar, palacete solariego de 1947.
El puente de San Antonio —conocido como de las Arcadas o puente de Hierro—, sobre el río Ebro, está construido en hierro remachado siguiendo las técnicas propuestas por Gustave Eiffel. Concluido en 1906, constituye una de las obras arquitectónicas identificativas del municipio. Otra original obra civil es el paso elevado sobre el canal, que enlaza el centro urbano con la estación del ferrocarril, el barrio del Beato Agno, las instalaciones deportivas y el albergue; fue inaugurado en 1996. La fuente del Canal data de finales del siglo XIX y se sitúa en las cercanías de la plaza de España. También sobreviven dos pesqueras muy cerca del río, estas eran unas "piscinas" para mantener y criar el pescado que se pescaba en el río Ebro.

### Patrimonio cultural
La Antigua bodega del Canal Imperial de Aragón, en otros tiempos bodega de vinos y licores y almacén de productos agrícolas, acoge actualmente exposiciones artísticas. Inaugurado en 1929, destaca también el antiguo matadero municipal de planta baja, construido en ladrillo con dos cabezas de carneros y el antiguo escudo de la Villa en la fachada. Restaurado en 2015 actualmente es la escuela de artes escénicas.

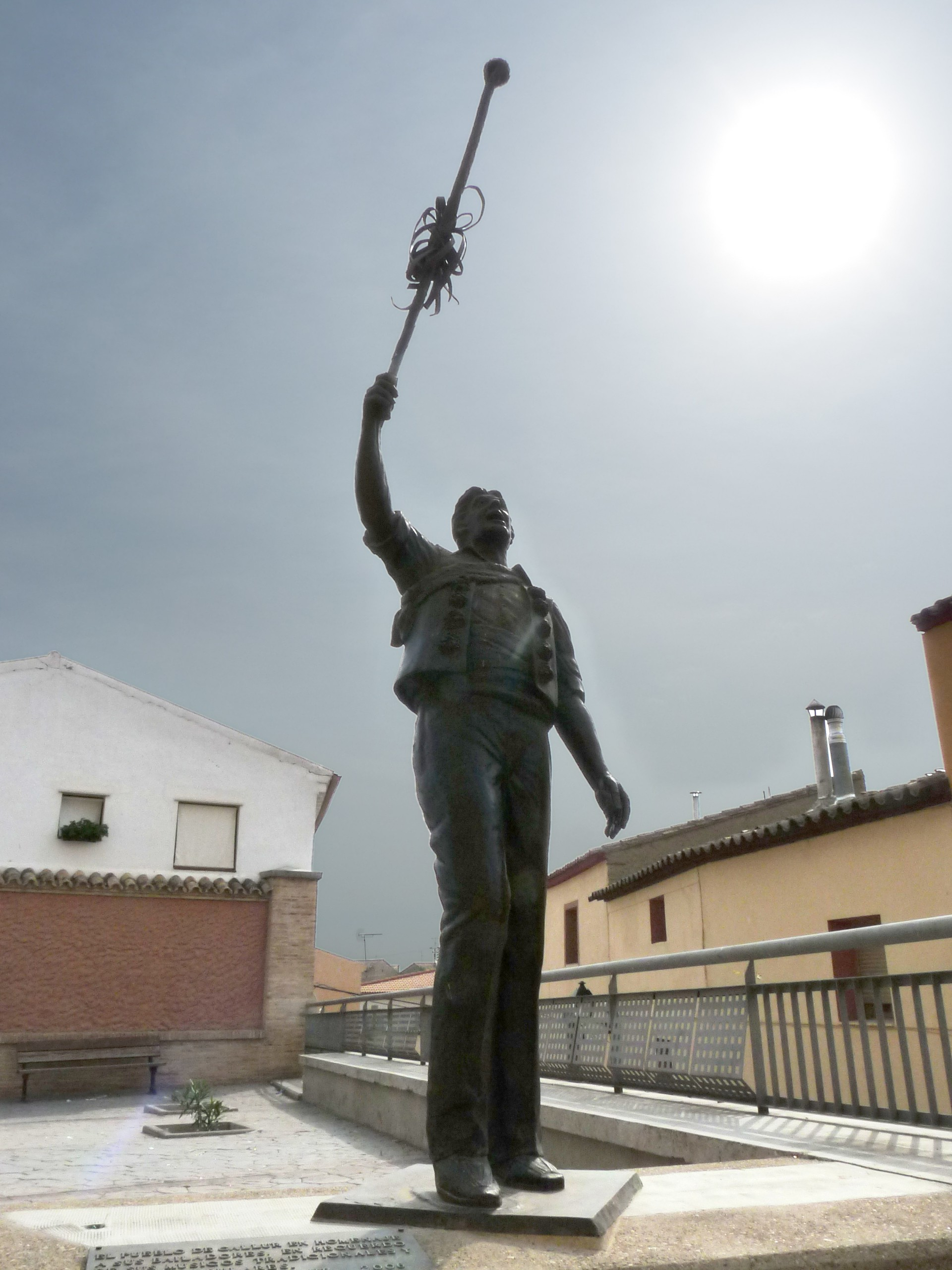
Homenaje a los danzantes de Gallur.

## Fiestas

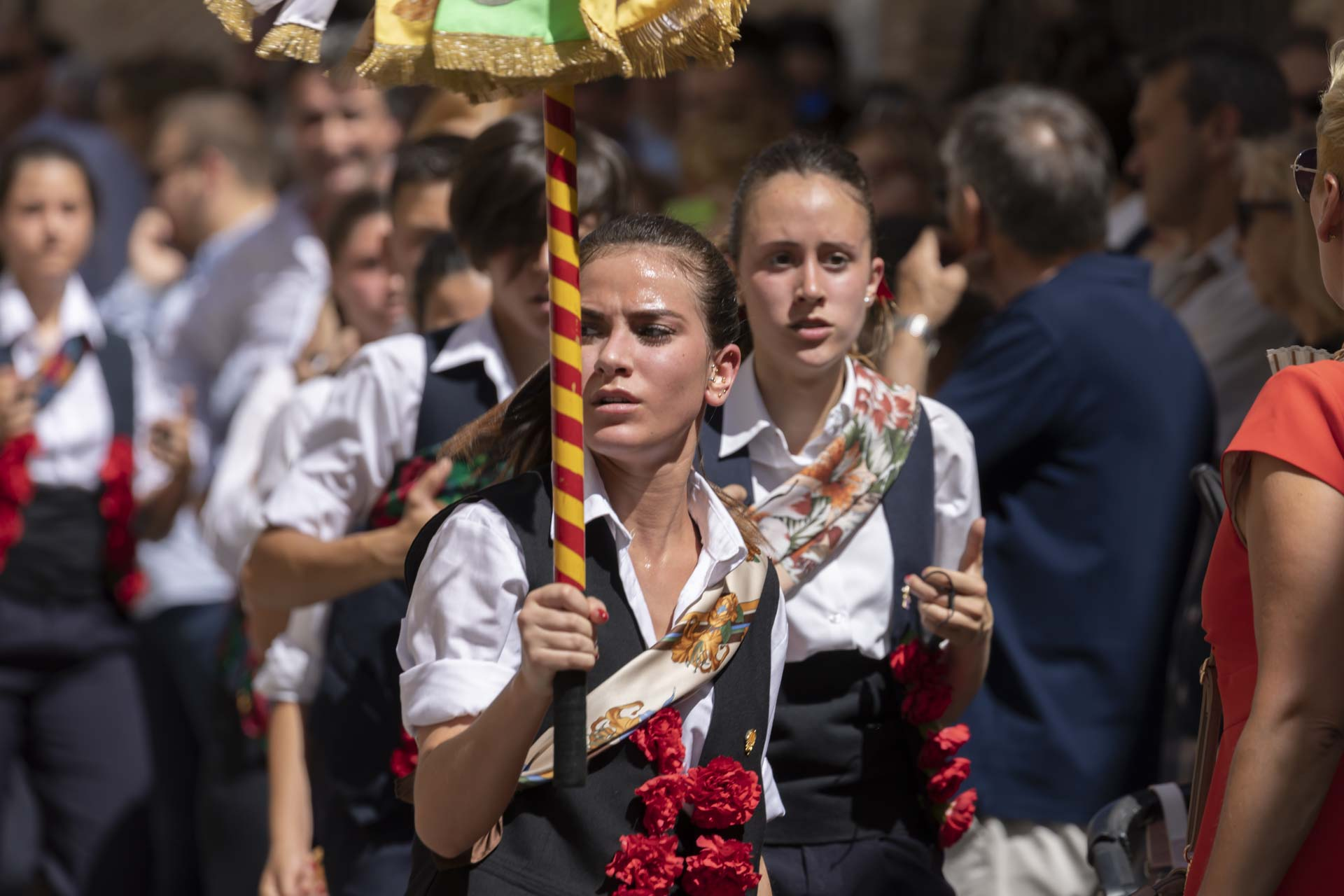
Bailadores de Gallur a su paso por la calle Mayor, Gallur

- El 22 de febrero son las fiestas en honor a la Cátedra de San Pedro. En todo el mundo esta fiesta solo se celebra, además de en Gallur, en Antioquia y en la Ciudad del Vaticano. También se celebran los Quintos que salen a rondar la víspera por la mañana.
- Del 12 al 15 de junio se celebran las fiestas en honor de San Antonio de Padua, cuyo origen es la desaparición de una plaga de langostas.
- Del 28 de junio al 1 de julio tienen lugar las fiestas en honor al patrón de la villa, San Pedro. Durante esta celebración se puede contemplar el dance de Gallur declarado Fiesta de Interés Turístico de Aragón, acompañados de la caja y las dulzainas, destacando las dianas y la procesión del día de cada santo. Tanto el 13 de junio —día de San Antonio de Padua— como el 29 de junio —día de San Pedro— se llevan a cabo encierros con reses bravas por el Puente de Hierro. Además destaca el recuperado Rosario de Cristal que procesiona las tardes de los días 12 y 28 de junio, víspera de los patronos.
- En el primer fin de semana de octubre se celebran las fiestas de la Virgen del Rosario en el Barrio del Beato Agno con diversos actos populares.